# Мартин Керчев
Мартин Кирилов Керчев (22 октомври 1982) е български футболист, полузащитник, нападател.
Състезател на Локомотив 1936 (Пловдив), но е играл още в ПФК Черно море (Варна), ПФК ЦСКА (София), ПФК Славия (София) и др.
За ЦСКА има 2 мача и 1 гол за КЕШ и 1 мач за купата на УЕФА.
- Височина 180 см.
- Тегло 74 кг.
- Юноша на Локомотив Русе
- Първи клуб Локомотив (Русе) – 1999/00 (26/9), 2000/01 (18/6), 2001/ес. (14/4)
- Статистика по сезони:Локомотив Русе – 2001/пр. (7/3), Локомотив Русе – 2002/пр. (16/1); военния футболен отбор Армеец (София); Спартак (Варна) – 2002/03 (22/4); ЦСКА – 2003/ес. (12/1); Видима-Раковски (Севлиево) – 2004/пр. (22/2), 2004/ес. (1/0); Славия (София) – 2005/пр. (15/2), 2005/ес. (контузен), 2006/пр. (23/2), 2006/07 (14/5), 2007/08 (30/6), 2008/09 (26/5); Черно море (Варна) 2009/ес. (12/1); Локомотив (Мездра) – 2010/пр. (17/1); Локомотив (Пловдив) – 2010/13/0ес.
- Има 8 мача и 1 гол за младежкия национален отбор.